# Johnny Sheffield
Johnny Sheffield (* 11. April 1931 in Pasadena, Kalifornien; † 15. Oktober 2010 in Chula Vista, Kalifornien; eigentlich Jon Matthew Sheffield Cassan) war ein US-amerikanischer Filmschauspieler.

## Leben
Durch die Hartnäckigkeit seines Vaters Reginald Sheffield, eines ausgewanderten britischen Schauspielers, erlangte Johnny Sheffield 1938 die Hauptrolle in dem erfolgreichen Broadwaystück On Borrowed Time. Die von ihm verkörperte Rolle war zu dieser Zeit die längste Kinderrolle am Broadway.
Vater Reginald las 1939 eine Anzeige der MGM, in der nach einem jugendlichen Darsteller für die populäre Tarzanreihe gesucht wurde. Sofort arrangierte er ein Treffen für Johnny, bei dem er einen Test vor der Kamera und eine Schwimmprüfung ablegen sollte. Zwar konnte er Johnny für den Kameratest trainieren, doch er hatte Angst, dass Johnny als Nichtschwimmer durch die Schwimmprüfung fallen würde. Johnny wurde von dem Tarzan-Darsteller, dem mehrfachen Schwimm-Olympiasieger Johnny Weissmuller ausgewählt. Weissmuller war es egal, ob Johnny schwimmen konnte oder nicht. Ihm war nur wichtig, dass er lernwillig war.
Johnny absolvierte den Schwimmtest zusammen mit Weissmuller und wurde für die Rolle von Tarzans Adoptivsohn Boy unter Vertrag genommen. Sein erster Film an der Seite von Weissmuller war Tarzan und sein Sohn (Tarzan Finds a Son!). Es folgten sieben weitere Auftritte in dieser Rolle. Nach Ende der Dreharbeiten zu Tarzan wird gejagt (Tarzan and the Huntress) 1947 war es nicht klar, ob die Tarzan-Serie überhaupt fortgesetzt werden würde, zumal Johnny mittlerweile genauso groß wie Weissmuller war.
Doch schon bald wurde Johnny von Walter Mirisch als Hauptrolle für die TV-Serie Bomba verpflichtet. Die Filme der Reihe wurden von Ford Beebe inszeniert. Nach Ende der zwölfteiligen Serie produzierte er zusammen mit seinem Vater den Pilotfilm zu einer weiteren TV-Serie, die im afrikanischen Dschungel spielt: Bantu, the Zebra Boy. Doch die Kopien dieses Films konnten nicht verkauft werden. Johnny entschloss sich daraufhin, seine Schulausbildung abzuschließen. An der University of California (UCLA) erlangte er seinen Abschluss in Betriebswirtschaftslehre und zog danach nach Yuma (Arizona), wo er für einen Landwirtschaftsbetrieb arbeitete. Später verdiente er sich in Malibu und Carmel-by-the-Sea als Immobilienmakler seinen Lebensunterhalt und arbeitete für ein Importunternehmen. Zuletzt arbeitete er für ein Restaurationsunternehmen, das Gebäude aller Art in San Diego und Umgebung sanierte.
1959 heiratete er seine Freundin Patricia. Das Paar hat drei Kinder, die Söhne Patrick und Stewart sowie Tochter Regina. Johnny Sheffield lebte zuletzt in Chula Vista, wo er im Oktober 2010 im Alter von 79 Jahren an einem Herzinfarkt verstarb.

## Filmografie (Auswahl)
- 1939: Tarzan und sein Sohn (Tarzan Finds a Son!)
- 1939: Musik ist unsere Welt (Babes in Arms)
- 1941: Der Dollarsegen (Million Dollar Baby)
- 1941: Tarzans geheimer Schatz (Tarzan's Secret Treasure)
- 1942: Tarzans Abenteuer in New York (Tarzan's New York Adventure)
- 1942: Tarzan und die Nazis (Tarzan Triumphs)
- 1943: Tarzan, Bezwinger der Wüste (Tarzan's Desert Mystery)
- 1945: Eine Frau mit Unternehmungsgeist (Roughly Speaking)
- 1945: Tarzan und die Amazonen (Tarzan and the Amazons)
- 1946: Tarzan und das Leopardenweib (Tarzan and the Leopard Woman)
- 1947: Tarzan wird gejagt (Tarzan and the Huntress)
- 1949: Bomba, der Dschungel-Boy (Bomba the Jungle Boy)
- 1949: Bomba und der schwarze Panther (Bomba on Panther Island)
- 1950: Bomba und der tote Vulkan (The Lost Volcano)
- 1951: Bomba, der Rächer (The Lion Hunters)
- 1951: Bomba, der Herr der Elefanten (Elephant Stampede)
- 1953: Bomba – Rache im Dschungel (Safari Drums)
- 1954: Bomba und der goldene Götze (The Golden Idol)
- 1954: Bomba, der Erbe Tarzans (Killer Leopard)